# 1105

## Události
- léto – Král Jindřich I. napadl Normandii, dobude Bayeux (po krátkém obléhání) a Caen. Postoupí na Falaise a zahájí bezvýsledná mírová jednání s vévodou Robertem II. Jindřich se stahuje, aby se doma vypořádal s politickými otázkami.
- srpen – Český kníže Bořivoj II. se účastnil tažení císaře Jindřicha IV. proti jeho synům.
- konec září – Údělník Svatopluk Olomoucký se neúspěšně pokusil vpadnout do Čech a obsadit Prahu v době nepřítomnosti knížete Bořivoje II. v zemi.
- Jindřich IV., císař Svaté říše římské byl synem Jindřichem V. zajat a přinucen abdikovat.
- Korejská dynastie Korjo anektovala království Tamna.

## Narození
- 1. března – Alfons VII. Kastilský, král Leónu a Kastílie a hraběte barcelonský († 21. srpna 1157)
- ? – Alexandr III., papež († 30. srpna 1181)
- ? – Ibn Tufajl, arabský filosof, spisovatel a lékař († 1185)

## Úmrtí
- 28. února – Raimond IV. z Toulouse, francouzský šlechtic a válečník, jeden z vůdců první křížové výpravy (* 1041/10042)
- 14. března – Judita Marie Švábská, uherská královna a polská kněžna (* 9. dubna 1054)
- 13. července – Raši, židovský badatel a komentátor Bible a Talmudu (* 1040)
- 28. září – Šimon Sicilský, sicilský hrabě z normanské dynastie Hautevillů (* 1093)
- ? – Chuang Tching-ťien, čínský kaligraf a básník (* 1045)

## Hlavy státu
- České knížectví – Bořivoj II.
- Svatá říše římská – Jindřich IV.
- Papež – Paschalis II.
- Anglické království – Jindřich I. Anglický
- Francouzské království – Filip I.
- Polské knížectví – Zbygněv – Boleslav III. Křivoústý
- Uherské království – Koloman
- Byzantská říše – Alexios I. Komnenos
- Jeruzalémské království – Balduin I.